# Antoine Coysevox
Antoine Coysevox, néhol Coyzevox (Lyon, 1640. szeptember 29. – Párizs,  1720. október 10.) francia barokk szobrász. Korának felkapott mestere, XIV. Lajos francia király udvari szobrásza volt. Mintegy 300 munkája maradt fenn.

## Életpályája
17 éves korában Párizsba ment, ahol szobrászműhelyben tanult. Ezután Fürstenberg herceg, strassburgi érsek számára dolgozott Zabernben. Később XIV. Lajos francia király udvari szobrásza lett. 1671-től Lebrun vezetése alatt igen nagy része volt a versailles-i kastély szobrászati díszítésében. Műveinek nagy része márványból készült.

## Stílusa
Műveiben a kor hivalkodása, túlzásai mellett is tökéletes tudás, rendkívüli dekoratív ízlés, francia szellem és – különösen a kortársait ábrázoló számos mellszobrában – megkapó jellem tűnik fel.

## Művei
- Tőle való a versailles-i „hadi teremben” a lovas XIV. Lajost ábrázoló hatalmas stukkódombormű.
- síremlékek: pl. Mazarin bíborosé (Párizs, Louvre), Colberté (Párizs, St. Eustache-templom), Lebruné (St. Nicolas-du-Chardonnet-templom), Marquis de Vaubrune (Servant, Angers mellett).[10]

## Képgaléria

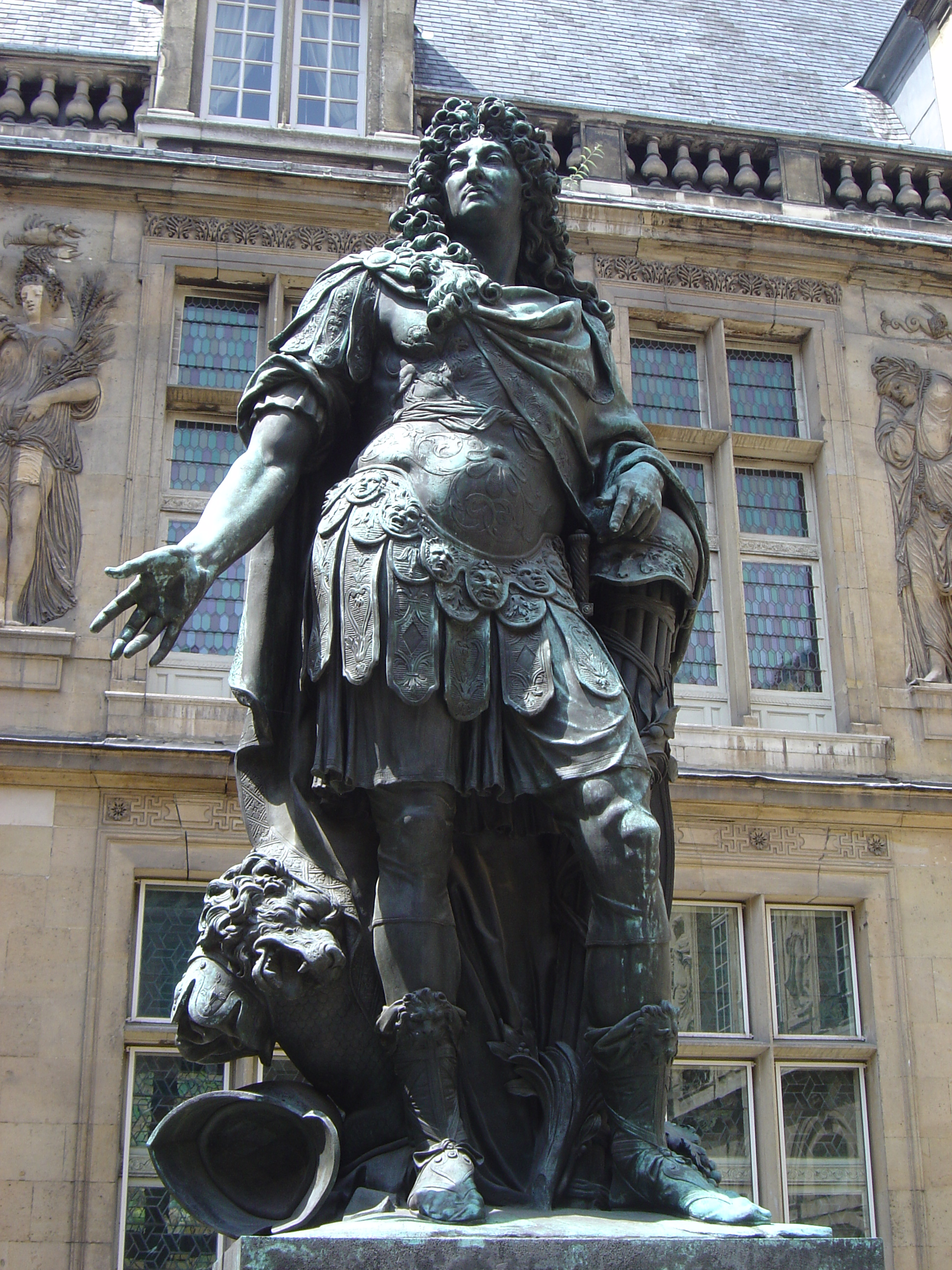
XIV. Lajos szobra. Musée Carnavalet, Párizs
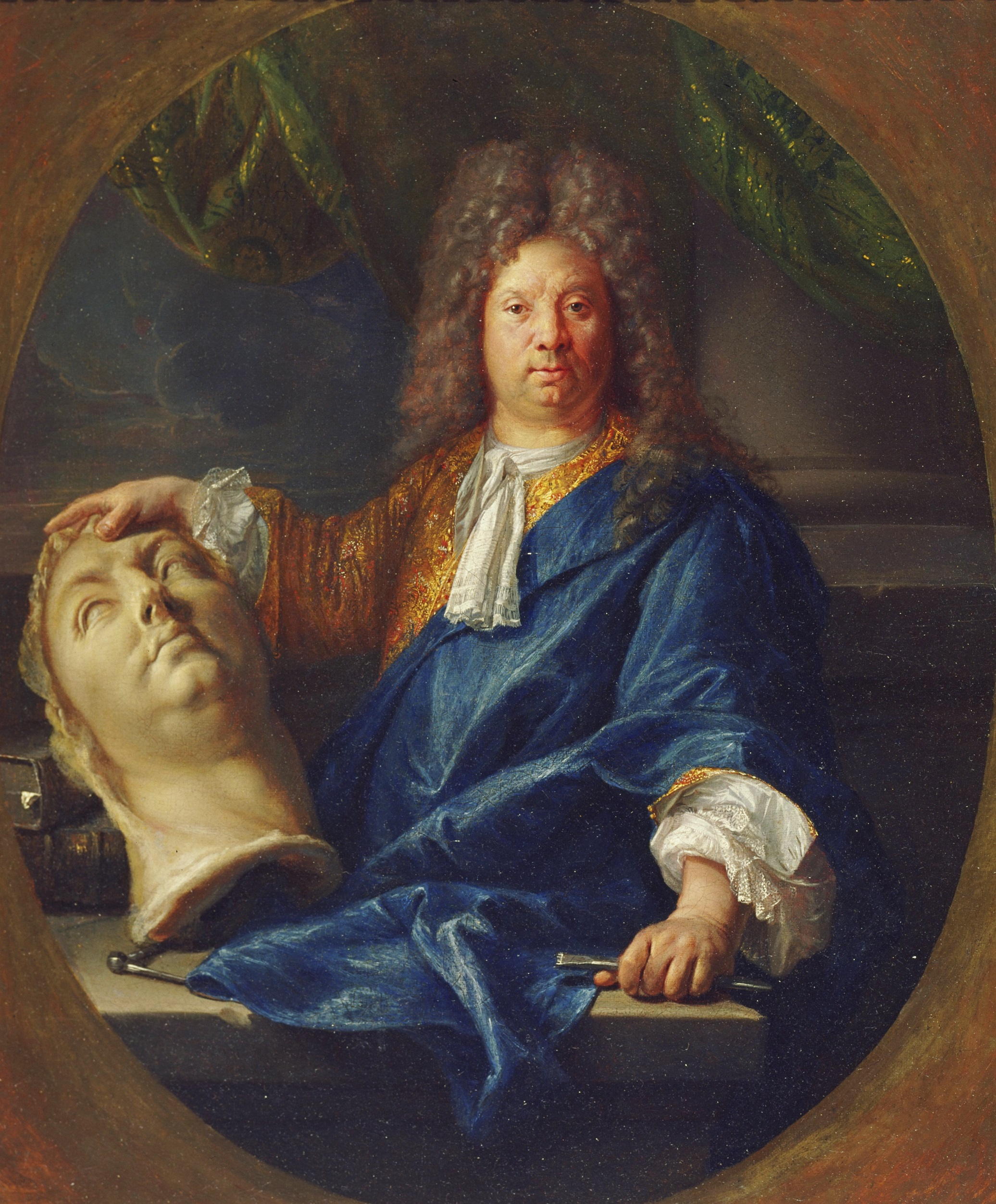
Arcképe François Jouvenet festményén (1701)